# Атака мерців
Атака мерців (нім. Der Kampf der toten Männer; пол. Atak umarłych; рос. Ата́ка мертвецо́в), або битва за фортецю Осовець — битва Першої світової війни, що відбулася біля фортеці Осовець (нині північно-східна Польща) 6 серпня 1915 року.
Назву подія отримала через кривавий, мертвоподібний вигляд російських бійців після того, як німці обстріляли їх сумішшю отруйних газів, хлору та брому. Кашляючи кров’ю, а часто й шматками внутрішніх органів, закривши обличчя тканинами, вони зуміли розбити німецькі війська.

## Передісторія
Осовецька фортеця, розташована за 23 кілометри від кордону зі Східною Пруссією, була стратегічно розташована для захисту життєво важливого коридору між річками Німан та Вісла-Буг. Спочатку заплановану для захоплення німецькими військами у вересні 1914 року, фортецю знову атакували у лютому та березні 1915 року. На початку липня 1915 року під командуванням фельдмаршала Пауля фон Гінденбурга було здійснено третю спробу захоплення фортеці в рамках ширшого німецького наступу. 

### Німецьке планування
Німецьке командування вирішило застосувати бойові отруйні речовини, щоб вибити російських захисників і забезпечити легке захоплення фортеці. До кінця липня 1915 року на німецькій лінії фронту було розгорнуто 30 батарей газової артилерії, кожна з яких була оснащена кількома тисячами газових снарядів. Використання газу мало на меті знищити російський гарнізон, який не мав належного газового захисту чи масок. 
Остаточний план штурму передбачав просування кількох піхотних підрозділів після розсіювання газу. 76-му полку Ландверу було доручено атакувати Сосню та Центральний редут, одночасно маневруючи, щоб відрізати тил позицій Сосні. 18-му полку Ландверу та 147-му резервному батальйону було доручено просуватися по обидва боки залізниці, координуючи свій наступ на позицію Зарачна з 76-м полком.
Тим часом 5-му полку Ландверу та 41-му резервному батальйону було наказано штурмувати Бялогрони, прорвати оборону та взяти штурмом форт Зарачний. У резерві 75-й полк Ландверу та два додаткові резервні батальйони були розміщені для підтримки штурму 18-го полку Ландверу вздовж залізниці на Зарачній. 

## Битва

### Німецький напад
Приблизно о 4:00 ранку 6 серпня німецькі війська розпочали масований артилерійський обстріл, після чого, після десятиденного очікування сприятливого вітру, було викинуто газоподібні хлор і бром.
Щільна токсична хмара накрила російські позиції, спричинивши масові втрати серед захисників. Газ вкрив територію приблизно 8 кілометрів завширшки та 20 кілометрів завглибшки, спустошивши як довкілля, так і російський гарнізон. Зброя та спорядження майже миттєво кородували, а дерева в'яли та гинули під впливом вологи.
9-та, 10-та та 11-та роти гарнізону були повністю знищені. Лише кільком солдатам з інших підрозділів вдалося пережити атаку. Вторинні газові хмари, що затрималися над полем бою, забрали ще більше життів. З 12-ї роти вижило лише 40 чоловіків, тоді як 60 захисників Бялогронди уникнули смерті, але всі вони отримали серйозні ураження від гострого отруєння хлорним газом. З початкового 800-особового російського гарнізону залишилося лише 100, і майже всі постраждали від виснажливих наслідків газу. Після першого хімічного бомбардування понад дванадцять батальйонів 11-ї дивізії Ландверу, близько 7000 бійців, рушили вперед, щоб зайняти нібито покинуті російські позиції, очікуючи незначного опору.  

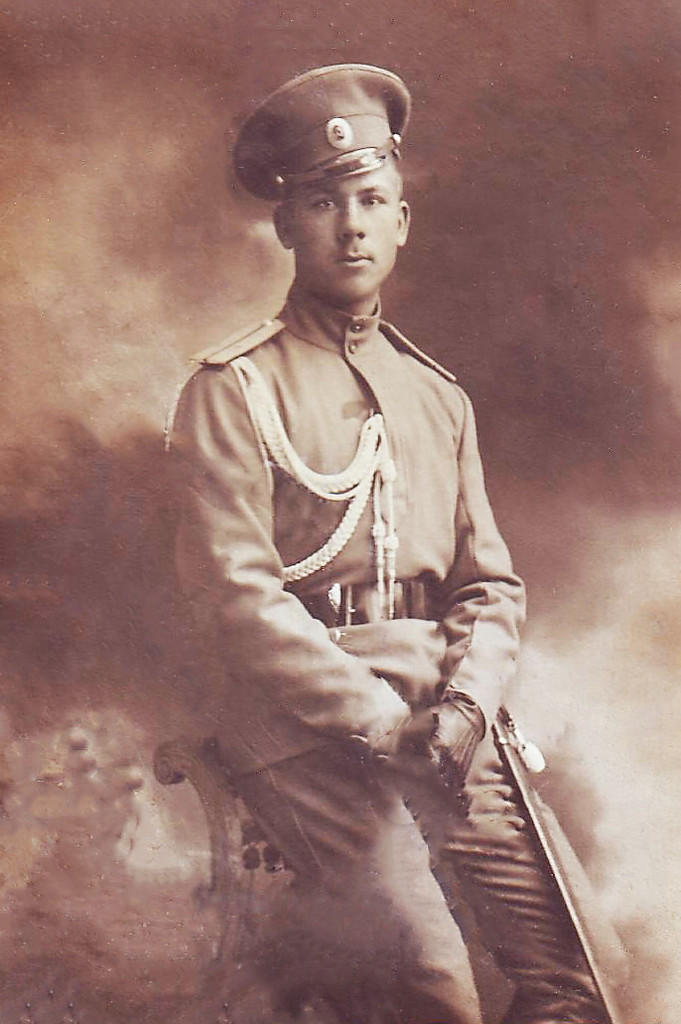
Лейтенант Володимир Карпович Котлинський, комендант фортеці Осовець під час штурму.

Німецькі війська зіткнулися з першою хвилею російських захисників, розпочавши відчайдушну контратаку. Це були залишки 13-ї роти 226-го піхотного полку — солдати, які пережили першу газову атаку. Німці з жахом відсахнулися, побачивши росіян, що наступали, чия форма була закривавлена. Багато хто сильно кашляв кров'ю та частинами легеневої тканини. Хлор, реагуючи з вологою в їхніх легенях, утворив соляну кислоту, яка повільно розчиняла їхні органи.
Німці в масовій паніці втекли з мережі окопів другої лінії та з такою поспішністю розірвали ряди, що під час атаки росіян самі заплуталися у власних пастках з колючим дротом, що призвело до численних жертв. Коли німецькі війська відступали, залишки російської артилерійської батареї зосередили вогонь на мережі окопів першої лінії, яку тепер займали німці. 
13-та рота під командуванням лейтенанта Котлінського розпочала штурм позицій 18-го німецького полку вздовж залізниці, успішно змусивши його відступити. Лейтенант Котлінський був смертельно поранений і не зміг продовжувати керувати атакою, і помер пізніше тієї ж ночі. Потім за вказівкою Котлінського командування прийняв Владислав Стшемінський, очоливши 2-гу Осовецьку роту Сап. Незважаючи на тяжкі наслідки тривалої газової атаки, Стршемінський зібрав решту військ і повів їх у відчайдушну багнетну атаку. Стшемінський продовжив атаку, успішно відвоювавши у німецьких військ 1-шу та 2-гу ділянки Сосненської позиції. Німецькі війська були повністю вибиті з Сосненської позиції та до 11:00 ранку відступили, а росіяни повернули собі оборонні позиції. 

### Наслідки
Незважаючи на героїзм захисників, росіяни не змогли зупинити наступ німців. Фортеці тепер загрожувало оточення, можливим було і захоплення Каунаса та Новогеоргієвська. Через це росіяни зруйнували значну частину території та відступили 18 серпня.  

## Спадщина
Російський метал-гурт Aria випустив пісню, натхненну цією битвою, під назвою «Attack of the Dead» (Атака мертвих) в своєму альбомі 2014 року «Через все времена» (Крізь усі часи) .
Шведський метал-гурт Sabaton випустив пісню про битву під назвою «Атака мерців» у своєму альбомі 2019 року «The Great War» . 
Відеогра World of Warships та її розробник Wargaming створили короткометражний фільм, заснований на подіях битви. 